# Limite notevole
Sono qui presentati alcuni limiti notevoli utilizzati per una risoluzione più veloce di limiti che possono sembrare poco immediati. Tali limiti sono anche usati nell'applicazione del principio di sostituzione degli infinitesimi equivalenti.

## Razionale
- {\displaystyle \lim _{x\to \pm \infty }{\frac {a_{0}x^{k}+a_{1}x^{k-1}+...+a_{k}}{b_{0}x^{r}+b_{1}x^{r-1}+...+b_{r}}}=\left\{{\begin{matrix}\operatorname {sgn}[{a_{o} \over b_{0}}]\cdot (\pm 1)^{(k-r)}\cdot \infty ,&{\mbox{se }}k>r\\{\frac {a_{0}}{b_{0}}},&{\mbox{se }}k=r\\0,&{\mbox{se }}k<r\end{matrix}}\right.}

Mettendo in evidenza la massima potenza del numeratore ({\displaystyle x^{k}}) e del denominatore ({\displaystyle x^{r}}) si ha
{\displaystyle \lim _{x\to \pm \infty }{\frac {a_{0}x^{k}+a_{1}x^{k-1}+...+a_{k}}{b_{0}x^{r}+b_{1}x^{r-1}+...+b_{r}}}=\lim _{x\to \pm \infty }{\frac {x^{k}\left(a_{0}+{\frac {a_{1}}{x}}+...+{\frac {a_{k}}{x^{k}}}\right)}{x^{r}\left(b_{0}+{\frac {b_{1}}{x}}+...+{\frac {b_{r}}{x^{r}}}\right)}}}
Quindi tutti i termini relativi ai coefficienti diversi da {\displaystyle a_{0}} e {\displaystyle b_{0}} danno un contributo nullo al limite per {\displaystyle x\to \pm \infty }, quindi
{\displaystyle \lim _{x\to \pm \infty }{\frac {a_{0}x^{k}+a_{1}x^{k-1}+...+a_{k}}{b_{0}x^{r}+b_{1}x^{r-1}+...+b_{r}}}=\lim _{x\to \pm \infty }{\frac {a_{0}x^{k}}{b_{0}x^{r}}}=\lim _{x\to \pm \infty }{\frac {a_{0}}{b_{0}}}x^{k-r}}.

## Potenza
- {\displaystyle \lim _{x\to 0}{\frac {(1+x)^{a}-1}{x}}=a,\;\;a\in \mathbb {R} }

Poiché {\displaystyle x} tende a {\displaystyle 0} possiamo tranquillamente supporre che {\displaystyle 1+x>0}, da cui segue {\displaystyle (1+x)^{a}=e^{a\ln {(1+x)}}} e quindi:
{\displaystyle \lim _{x\to 0}{\frac {(1+x)^{a}-1}{x}}=a\lim _{x\to 0}{\frac {e^{a\ln {(1+x)}}-1}{a\ln {(1+x)}}}\cdot {\frac {\ln {(1+x)}}{x}}}
Se {\displaystyle x\rightarrow 0} allora {\displaystyle a\ln {(1+x)}\rightarrow 0} e quindi si possono utilizzare i limiti notevoli esponenziali, da cui segue che
{\displaystyle \lim _{x\to 0}{\frac {(1+x)^{a}-1}{x}}=a}

## Trigonometrici
- {\displaystyle \lim _{x\to 0}{\frac {\sin(x)}{x}}=1}

Dato che {\displaystyle {\frac {\sin(x)}{x}}} è una funzione pari, è sufficiente considerare il caso x>0; inoltre, si può supporre {\displaystyle x<{\frac {\pi }{2}}}. Per tali valori di x si ha
{\displaystyle 0<\sin x\leq x\leq \tan x}
che, considerando i reciproci, implica
{\displaystyle {\frac {1}{\sin {x}}}\geq {\frac {1}{x}}\geq {\frac {\cos x}{\sin x}}.}
Moltiplicando per sin x si ottiene
{\displaystyle 1\geq {\frac {\sin x}{x}}\geq \cos x.}
Quindi, dato che cos x tende all'unità per x che tende a zero, per il teorema del confronto il limite in mezzo dovrà avere lo stesso valore degli altri due.
- {\displaystyle \lim _{x\to 0}{\frac {\sin(ax)}{bx}}={\frac {a}{b}}}

{\displaystyle \lim _{x\to 0}{\frac {\sin(ax)}{bx}}={\frac {1}{b}}\cdot \lim _{x\to 0}{\frac {\sin(ax)}{x}}={\frac {a}{b}}\cdot \lim _{x\to 0}{\frac {\sin(ax)}{ax}}}
Facendo un cambio di variabile {\displaystyle y=ax} si ottiene che 
{\displaystyle {\frac {a}{b}}\cdot \lim _{x\to 0}{\frac {\sin(ax)}{ax}}={\frac {a}{b}}\cdot \lim _{y\to 0}{\frac {\sin(y)}{y}}={\frac {a}{b}}\cdot 1={\frac {a}{b}}}
- {\displaystyle \lim _{x\to 0}{\frac {1-\cos(x)}{x}}=0}

{\displaystyle \lim _{x\to 0}{\frac {1-\cos(x)}{x}}=\lim _{x\to 0}{\frac {1-\cos(x)}{x}}{\frac {1+\cos(x)}{x}}{\frac {x}{1+\cos(x)}}=\lim _{x\to 0}{\frac {1-\cos ^{2}(x)}{x^{2}}}{\frac {x}{1+\cos(x)}}}
Sfruttando la relazione fondamentale del seno e coseno
{\displaystyle \sin ^{2}(x)+\cos ^{2}(x)=1\Rightarrow \ 1-\cos ^{2}(x)=\sin ^{2}(x)}
il limite diventa
{\displaystyle \lim _{x\to 0}{\frac {\sin ^{2}(x)}{x^{2}}}{\frac {x}{1+\cos(x)}}=\lim _{x\to 0}\left({\frac {\sin(x)}{x}}\right)^{2}{\frac {x}{1+\cos(x)}}}
Il primo termine tende a 1, il secondo termine tende a 0, quindi
{\displaystyle \lim _{x\to 0}\left({\frac {\sin(x)}{x}}\right)^{2}{\frac {x}{1+\cos(x)}}=0}
Quindi il limite di partenza tende a 0
- {\displaystyle \lim _{x\to 0}{\frac {1-\cos(x)}{x^{2}}}={\frac {1}{2}}}

Moltiplicando il denominatore e il numeratore per {\displaystyle 1+\cos(x)} abbiamo che:
{\displaystyle {\frac {(1-\cos(x))(1+\cos(x))}{x^{2}(1+\cos(x))}}={\frac {1-\cos ^{2}(x)}{x^{2}(1+\cos(x))}}}
Ma poiché {\displaystyle \sin ^{2}(x)=1-\cos ^{2}(x)}:
{\displaystyle {\frac {\sin ^{2}(x)}{x^{2}(1+\cos(x))}}={\frac {\sin ^{2}(x)}{x^{2}}}\cdot {\frac {1}{1+\cos(x)}}=\left({\frac {\sin(x)}{x}}\right)^{2}\cdot {\frac {1}{1+\cos(x)}}}
Quindi
{\displaystyle \lim _{x\to 0}{\frac {1-\cos(x)}{x^{2}}}=\lim _{x\to 0}\left({\frac {\sin(x)}{x}}\right)^{2}{\frac {1}{1+\cos(x)}}=\left(\lim _{x\to 0}{\frac {\sin(x)}{x}}\right)^{2}\lim _{x\to 0}{\frac {1}{1+\cos(x)}}={\frac {1}{2}}}
- {\displaystyle \lim _{x\to 0}{\frac {\tan(x)}{x}}=1}

Scriviamo la tangente sfruttando la sua definizione di rapporto tra seno e coseno dell'angolo: 
{\displaystyle \lim _{x\to 0}{\frac {\sin(x)}{x\cos(x)}}=\lim _{x\to 0}{\frac {\sin(x)}{x}}\cdot \lim _{x\to 0}{\frac {1}{\cos(x)}}=1\cdot 1=1}
- {\displaystyle \lim _{x\to 0}{\frac {\arcsin(x)}{x}}=1}

Per dimostrare il limite si utilizza la sostituzione di variabile: si pone : {\displaystyle t=\arcsin(x)} (e di conseguenza si ha {\displaystyle x=\sin(t)} ) ottenendo così:
{\displaystyle \lim _{t\to 0}{\frac {t}{\sin(t)}}=\lim _{t\to 0}{\frac {\sin(t)}{t}}=1}
- {\displaystyle \lim _{x\to 0}{\frac {\arctan(x)}{x}}=1}

La dimostrazione di questo limite è analoga alla precedente.

## Esponenziali e logaritmi
- {\displaystyle \lim _{x\to +\infty }a^{x}=+\infty \quad {\text{se}}\quad a>1}

- {\displaystyle \lim _{x\to +\infty }a^{x}=0\quad {\text{se}}\quad 0<a<1}

- {\displaystyle \lim _{x\to -\infty }a^{x}=0\quad {\text{se}}\quad a>1}

- {\displaystyle \lim _{x\to -\infty }a^{x}=+\infty \quad {\text{se}}\quad 0<a<1}

- {\displaystyle \lim _{x\to 0^{+}}\log _{a}x=-\infty \quad {\mbox{se}}\quad a>1}

- {\displaystyle \lim _{x\to 0^{+}}\log _{a}x=+\infty \quad {\mbox{se}}\quad 0<a<1}

- {\displaystyle \lim _{x\to +\infty }\log _{a}x=+\infty \quad {\mbox{se}}\quad a>1}

- {\displaystyle \lim _{x\to +\infty }\log _{a}x=-\infty \quad {\mbox{se}}\quad 0<a<1}

- {\displaystyle \lim _{x\to \pm \infty }{\left(1+{\frac {1}{x}}\right)}^{x}\!=e}

Poiché la successione {\displaystyle \left(1+{\frac {1}{n}}\right)^{n}} converge a {\displaystyle e} si ha che
{\displaystyle \lim _{n\to +\infty }\left(1+{\frac {1}{n}}\right)^{n}=e}
quindi per il teorema di collegamento tra le successioni e le funzioni, considerando la funzione {\displaystyle f(x)=\left(1+{\frac {1}{x}}\right)^{x}}, con {\displaystyle x\in \mathbb {R} }, si ha che
{\displaystyle \lim _{x\to +\infty }f(x)=\lim _{x\to +\infty }\left(1+{\frac {1}{x}}\right)^{x}=e}
Inoltre per calcolare
{\displaystyle \lim _{x\to -\infty }\left(1+{\frac {1}{x}}\right)^{x}}
si ponga {\displaystyle y=-x} (quindi {\displaystyle y\to +\infty } per {\displaystyle x\to -\infty }) pertanto
{\displaystyle \lim _{x\to -\infty }\left(1+{\frac {1}{x}}\right)^{x}=\lim _{y\to +\infty }\left(1-{\frac {1}{y}}\right)^{-y}=\lim _{y\to +\infty }\left({\frac {y-1}{y}}\right)^{-y}=\lim _{y\to +\infty }\left({\frac {y}{y-1}}\right)^{y}=\lim _{y\to +\infty }\left({\frac {y-1+1}{y-1}}\right)^{y}=\lim _{y\to +\infty }\left(1+{\frac {1}{y-1}}\right)^{y}}
e ponendo {\displaystyle z=y-1} (quindi {\displaystyle z\to +\infty } per {\displaystyle y\to +\infty }) si ha
{\displaystyle \lim _{x\to -\infty }\left(1+{\frac {1}{x}}\right)^{x}=\lim _{z\to +\infty }\left(1+{\frac {1}{z}}\right)^{z+1}=\lim _{z\to +\infty }\left(1+{\frac {1}{z}}\right)^{z}\left(1+{\frac {1}{z}}\right)=e\cdot 1=e}.
- {\displaystyle \lim _{x\to \pm \infty }{\left(1+{\frac {a}{x}}\right)}^{bx}\!=e^{ab}}

Ponendo {\displaystyle y={\frac {x}{a}}} (quindi {\displaystyle y\to \pm \infty } per {\displaystyle x\to \pm \infty }) si ha
{\displaystyle \lim _{x\to \pm \infty }{\left(1+{\frac {a}{x}}\right)}^{bx}=\lim _{y\to \pm \infty }{\left(1+{\frac {1}{y}}\right)}^{aby}=\lim _{y\to \pm \infty }{\left[{\left(1+{\frac {1}{y}}\right)}^{y}\right]}^{ab}=e^{ab}}.
- {\displaystyle \lim _{x\to \pm \infty }{\left({\frac {x}{x+1}}\right)}^{x}\!={\frac {1}{e}}}

{\displaystyle \lim _{x\to \pm \infty }{\left({\frac {x}{x+1}}\right)}^{x}=\lim _{x\to \pm \infty }{\left({\frac {x+1-1}{x+1}}\right)}^{x}=\lim _{x\to \pm \infty }{\left(1-{\frac {1}{x+1}}\right)}^{x}}
e ponendo {\displaystyle y=-(x+1)} (quindi {\displaystyle y\to \mp \infty } per {\displaystyle x\to \pm \infty }) si ha
{\displaystyle \lim _{x\to \pm \infty }{\left({\frac {x}{x+1}}\right)}^{x}=\lim _{y\to \mp \infty }{\left(1+{\frac {1}{y}}\right)}^{-y-1}=\lim _{y\to \mp \infty }{\left(1+{\frac {1}{y}}\right)}^{-(y+1)}=\lim _{y\to \mp \infty }\left[{\left(1+{\frac {1}{y}}\right)}^{y+1}\right]^{-1}=\lim _{y\to \mp \infty }\left[{\left(1+{\frac {1}{y}}\right)}^{y}\left(1+{\frac {1}{y}}\right)\right]^{-1}=\left[e\cdot 1\right]^{-1}=e^{-1}={\frac {1}{e}}.}
- {\displaystyle \lim _{x\to 0}{\left(1+ax\right)}^{\frac {1}{x}}\!=e^{a}}

Si ponga {\displaystyle y={\frac {1}{ax}}}. Per {\displaystyle x\to 0^{+}} si ha {\displaystyle y\to +\infty } e per {\displaystyle x\to 0^{-}} si ha {\displaystyle y\to -\infty }. Pertanto, considerando separatamente i due limiti, si ha
{\displaystyle \lim _{x\to 0^{+}}{\left(1+ax\right)}^{\frac {1}{x}}=\lim _{y\to +\infty }{\left(1+{\frac {1}{y}}\right)}^{ay}=\lim _{y\to +\infty }{\left[{\left(1+{\frac {1}{y}}\right)}^{y}\right]}^{a}=e^{a}}.
{\displaystyle \lim _{x\to 0^{-}}{\left(1+ax\right)}^{\frac {1}{x}}=\lim _{y\to -\infty }{\left(1+{\frac {1}{y}}\right)}^{ay}=\lim _{y\to -\infty }{\left[{\left(1+{\frac {1}{y}}\right)}^{y}\right]}^{a}=e^{a}}.
Quindi
{\displaystyle \lim _{x\to 0^{+}}{\left(1+ax\right)}^{\frac {1}{x}}=e^{a}}.
- {\displaystyle \lim _{x\to 0}{\frac {\log _{a}(1+x)}{x}}=\log _{a}e={\frac {1}{\ln a}}}

Per le proprietà dei logaritmi
{\displaystyle \lim _{x\to 0}{\frac {\log _{a}(1+x)}{x}}=\lim _{x\to 0}\log _{a}(1+x)^{\frac {1}{x}}}.
Ricordando che {\displaystyle \lim _{x\to 0}(1+x)^{\frac {1}{x}}=e}, ponendo {\displaystyle y=(1+x)^{\frac {1}{x}}} (quindi {\displaystyle y\to e} per {\displaystyle x\to 0}) e applicando il teorema sul limite di una funzione composta si ha
{\displaystyle \lim _{x\to 0}{\frac {\log _{a}(1+x)}{x}}=\lim _{y\to e}\log _{a}y=\log _{a}e}.
Ricordando inoltre la formula del cambiamento di base dei logaritmi, si può passare alla base naturale ({\displaystyle e})
{\displaystyle \lim _{x\to 0}{\frac {\log _{a}(1+x)}{x}}=\log _{a}e={\frac {\ln e}{\ln a}}={\frac {1}{\ln a}}}.
- {\displaystyle \lim _{x\to 0}{\frac {\ln(1+x)}{x}}\!=1}

Deriva direttamente dal limite precedente sostituendo {\displaystyle a} con {\displaystyle e} (quindi {\displaystyle \log _{a}} diventa {\displaystyle \ln } e {\displaystyle \ln e=1}).
- {\displaystyle \lim _{x\to 0}{\frac {a^{x}-1}{x}}=\ln a,\;\;a>0}

Si ponga {\displaystyle z=a^{x}-1}, quindi {\displaystyle x=\log _{a}(1+z)}. Inoltre per {\displaystyle x\to 0}, risulta {\displaystyle z\to 0}. Pertanto
{\displaystyle \lim _{x\to 0}{\frac {a^{x}-1}{x}}=\lim _{z\to 0}{\frac {z}{\log _{a}(1+z)}}=\lim _{z\to 0}{\frac {1}{\frac {\log _{a}(1+z)}{z}}}}
e ricordando che {\displaystyle \lim _{x\to 0}{\frac {\log _{a}(1+x)}{x}}={\frac {1}{\ln a}}} si ha che
{\displaystyle \lim _{x\to 0}{\frac {a^{x}-1}{x}}=\lim _{z\to 0}{\frac {1}{\frac {1}{\ln a}}}=\ln a}.
- {\displaystyle \lim _{x\to 0}{\frac {e^{x}-1}{x}}=1}

Deriva direttamente dal limite precedente sostituendo {\displaystyle a} con {\displaystyle e} (quindi {\displaystyle \ln a} diventa {\displaystyle \ln e=1}).